# غريغ تيمبست
غريغ تيمبست (بالإنجليزية: Greg Tempest)‏ هو لاعب كرة قدم بريطاني في مركز الوسط، ولد في 28 ديسمبر 1993 في نوتنغهام في المملكة المتحدة. شارك مع منتخب أيرلندا الشمالية تحت 21 سنة لكرة القدم. أما مع النوادي، فقد لعب مع نادي بوسطن يونايتد ونادي لينكولن سيتي ونوتس كاونتي.